# Raimondo di Sangro
Raimondo di Sangro, o de Sangro, VII principe di Sansevero (Torremaggiore, 30 gennaio 1710 – Napoli, 22 marzo 1771), è stato un esoterista, inventore, anatomista, militare, alchimista, massone, letterato e accademico italiano.
Personalità estremamente eclettica e poliedrica, Raimondo di Sangro fu un prolifico inventore, dando vita a numerosissimi ritrovati nei più disparati campi delle scienze e delle arti, dalla chimica all'idrostatica, dalla tipografia alla meccanica, e raggiungendo risultati che apparivano prodigiosi ai suoi contemporanei. Conosciuto anche per antonomasia come il Principe, il nome di Raimondo è indissolubilmente legato alla cappella Sansevero, il mausoleo di famiglia che ampliò e abbellì raccogliendovi statue tipicamente barocche, delle quali l'esponente più significativo è il celebre Cristo velato.

## Biografia

### Giovinezza
Rampollo d'un casato discendente da Carlo Magno, Raimondo di Sangro nacque il 30 gennaio 1710 nel castello di Torremaggiore, nelle Puglie, dove la famiglia possedeva diversi feudi. L'«incomparabile madre» Cecilia Gaetani dell'Aquila d'Aragona, figlia della principessa Aurora Sanseverino, morì il 26 dicembre dello stesso anno; il padre Antonio di Sangro (duca di Torremaggiore) fu invece costretto ad allontanarsi varie volte dall'Italia per vicende personali. Per questi motivi Raimondo venne affidato, ancora bambino, alle cure del nonno Paolo, sesto principe di Sansevero e cavaliere del Toson d'Oro, residente a Napoli, nel palazzo di famiglia a piazza San Domenico Maggiore.
Fu dunque a Napoli - allora capitale del Viceregno austriaco - che il giovane Raimondo trascorse gran parte dell'infanzia e ricevette una prima educazione, venendo avviato allo studio della letteratura, della geografia e delle arti cavalleresche. Sin dalla più tenera infanzia diede prova di vivace intelligenza, tanto che l'Origlia ci narra che «la soverchia vivacità del suo spirito, e la troppa prontezza» indussero il nonno e il padre (appena tornato da Vienna intorno al 1720) ad accompagnare l'enfant prodige presso il Collegio dei Gesuiti, a Roma. Qui Raimondo compì un ragguardevole iter scolastico, dedicandosi allo studio della filosofia, delle lingue (arriverà a padroneggiarne almeno otto), della pirotecnica e delle scienze naturali, dell'idrostatica e all'architettura militare; su quest'ultima disciplina stese pure un saggio, purtroppo rimasto inedito. Negli anni trascorsi a Roma, inoltre, ebbe modo di conoscere e apprezzare il fondo museale di Athanasius Kircher, pregno di allusioni all'ermetismo.
Il suo esordio come inventore si data nel 1729 quando, ancora allievo presso i Gesuiti (terminerà gli studi nel 1730), dimostrò il proprio «maraviglioso intelletto» con l'invenzione di un palco pieghevole per le rappresentazioni teatrali, con il quale si guadagnò la stima di Nicola Michetti, ingegnere dello zar Pietro il Grande. Intanto, morto il nonno Paolo, grazie alla rinuncia paterna ne successe nel titolo e nei beni, divenendo a soli sedici anni settimo principe di Sansevero; ereditò anche il palazzo di Sangro, la romantica dimora degli avi, nella quale si stabilì nel 1737.
Fu questa anche l'epoca del primo amore. Il Principe, infatti, s'invaghì di una lontana cugina quattordicenne: era costei Carlotta Gaetani dell'Aquila d'Aragona, una ricca ereditiera di molti feudi nelle Fiandre che sposò nel 1736. Il matrimonio, che si rivelerà molto felice e sarà coronato dalla nascita di otto figli, venne celebrato da Giambattista Vico in un sonetto e pure da Giambattista Pergolesi, che musicò la prima parte di un preludio scenico a loro dedicato. In questi anni si moltiplicarono anche le cariche ufficiali, allorché Raimondo venne nominato gentiluomo di camera con esercizio di Sua Maestà dall'amico Carlo III di Borbone, che dal 1734 aveva assunto la guida del Regno di Napoli, mentre nel 1740 gli venne conferito il titolo di cavaliere dell'Ordine di San Gennaro, destinato ad un ristretto gruppo di persone prescelto dalla Corona borbonica. Parallela alle onorificenze, l'attività inventiva: con l'animo sempre «applicato a nuove scoverte», infatti, in questo giro d'anni licenziò un'ingegnosa macchina idraulica e un archibugio in grado di sparare sia a polvere che ad aria compressa, che destinò come attestato di stima all'amico monarca.

### Maturità

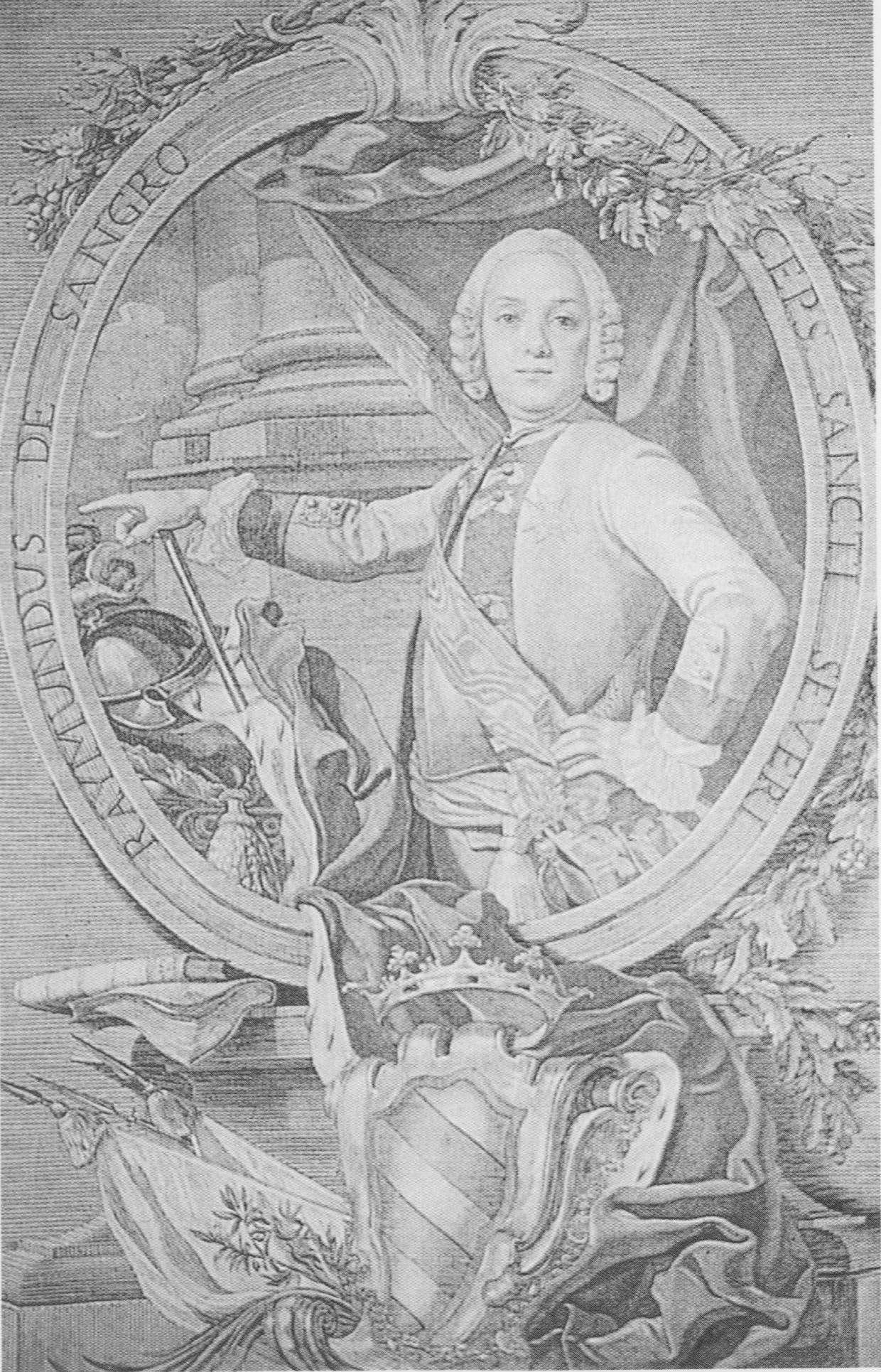
Incisione del 1754 ritraente Raimondo di Sangro

Negli anni '40 e '50 del XVIII secolo Raimondo vide la propria fama farsi sempre più solida. Nel 1741 ideò un cannone leggerissimo (pesava centonovanta libbre in meno rispetto ad esemplari della stessa specie) e con una gittata molto elevata; nel 1744, ammesso tra i colonnelli di uno dei reggimenti di Carlo III di Borbone, combatté valorosamente a Velletri contro gli Austriaci, distinguendosi per la destrezza e il coraggio. Frutto di quest'esperienza militare fu la Pratica di Esercizj Militari per l'Infanteria, data alle stampe nel 1747: l'opera rifletteva conoscenze esperte nell'ambito dell'arte militare, tanto che fu altamente lodata da Luigi XV di Francia e Federico II di Prussia, e tutte le truppe spagnole adottarono gli esercizi suggeriti dal Principe.
Intanto, dopo esser divenuto accademico della Crusca con il nome di Esercitato, Raimondo ottenne il consenso di Benedetto XIV per poter leggere i libri proibiti: gli furono quindi aperte le porte di numerose biblioteche, dove divorò gli scritti di Pierre Bayle, le opere degli illuministi radicali e dei philosophes francesi, testi fitti di suggestioni alchemiche e massoniche e i trattati scientifici più disparati. Ma se da un lato Raimondo in questi anni ebbe fame insaziabile di letture, dall'altro non trascurò l'attività inventiva, ideando coloratissimi teatri pirotecnici e tecniche di stampa simultanea a più colori, preparando farmaci considerati portentosi e realizzando panni completamente impermeabili, che pure regalò a Carlo di Borbone.
Nell'agosto del 1750 Raimondo aderì pure alla Massoneria, un'associazione che provvedeva al riverbero degli ideali dell'Illuminismo europeo, venendo iniziato nella Loggia del duca di Villeroy a Parigi; in breve la cosa si seppe, suscitando un «intrigo» che parve «il maggior del mondo». Neanche un anno dopo, infatti, Carlo III - indotto dalla pubblicazione della bolla Providas Romanorum di Benedetto XIV - promulgò un editto con il quale condannò i membri della «rispettabile Società» e chi li frequentasse: a Raimondo non restò che rinunciare, sotto la fede del giuramento, all'appartenenza alla Massoneria, il che non gli impedì di diventare in seguito Gran maestro della Gran Loggia nazionale di Napoli.
I rapporti con la Santa Sede, tuttavia, s'inasprirono ulteriormente quando il Principe pubblicò nel 1751 la Lettera Apologetica dell'Esercitato Accademico della Crusca contenente la Difesa del libro intitolato Lettere d'una Peruana per rispetto alla supposizione de' Quipu scritta alla Duchessa di S**** e dalla medesima fatta pubblicare. L'opera, nel tessere le lodi di un antico sistema comunicativo peruviano, trattava tuttavia temi giudicati pericolosi, con frequenti rimandi alla cabala e - secondo le malelingue - all'esoterismo e con fitte citazioni a diversi autori eterodossi che animavano l'Illuminismo radicale dell'epoca. Queste caratteristiche non dovettero piacere ai censori dell'Inquisizione romana che, nel 1752, misero la Lettera all'Indice dei libri proibiti dall'autorità ecclesiastica; neanche l'invio di una Supplica (1753) scritta per mano di Raimondo al pontefice servì per far derubricare l'opera dall'Indice.
Disilluso, Raimondo si dedicò con assoluta e piena dedizione all'attività inventiva, installando nei sotterranei del proprio palazzo un laboratorio «con ogni sorta di fornelli», grazie ai quali generò un misterioso lume perpetuo. Ciò malgrado, l'attività che più tenne impegnato il Principe in questi anni fu la realizzazione del progetto iconografico della Cappella, posto in essere dai vari artisti che assunse alle proprie dipendenze: fu così che vennero alla luce sculture dal ricco simbolismo, quali il Cristo velato, la Pudicizia e il Disinganno, oggi considerate capolavori dell'arte mondiale.

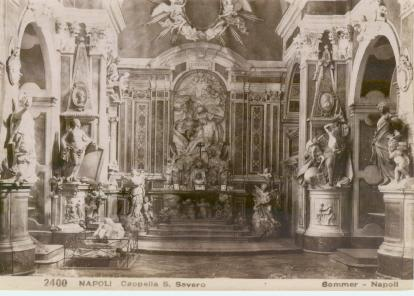
La cappella Sansevero fotografata da Giorgio Sommer

### Ultimi anni
Intanto, l'estro creativo di Raimondo di Sangro, cui era «impossibile restringersi nell'occupazione di un solo oggetto» continuava a fabbricare straordinarie invenzioni: fu così che il suo laboratorio divenne una tappa indispensabile del grand tour, quel viaggio d'istruzione sul continente giudicato allora quasi d'obbligo per le persone del gran mondo. In questo modo patrizi provenienti da tutta Europa ebbero modo di prendere atto del fervido ingegno del Principe, che proprio in quegli anni creò gemme artificiali e vetri colorati, sperimentò la palingenesi e una tecnica di desalinizzazione dell'acqua di mare, arrivando a fabbricare con la collaborazione del medico Giuseppe Salerno delle sconcertanti macchine anatomiche, ovvero degli scheletri in posizione eretta, totalmente scarnificati, nei quali è possibile osservare molto dettagliatamente l'intero sistema artero-venoso.
Nel frattempo, scrisse e pubblicò nel 1765 la Dissertation sur une lampe antique, dove ritornò a discutere su alcuni meccanismi che già affrontò per la realizzazione del lume perpetuo. D'ora innanzi Raimondo, per evitare di incorrere in ulteriori censure, fu assolutamente improduttivo dal punto di vista letterario; ciò malgrado, la sua attività intellettuale non si spense. Molti erano gli esponenti del mondo della cultura che Raimondo si attirava col fascino irresistibile della sua personalità e con la sua brillante erudizione: primo fra di essi Antonio Genovesi, col quale ebbe un denso carteggio, ma anche Fortunato Bartolomeo De Felice, Giovanni Lami, Lorenzo Ganganelli (il futuro papa Clemente XIV), Jean-Antoine Nollet, Charles Marie de la Condamine furono tutti tra i suoi intimi e corrispondenti. Addirittura, l'astronomo Joseph Jérôme de Lalande, affascinato dalla personalità e dalla sterminata cultura del Principe, asserì che «non era un accademico, ma un'accademia intera».

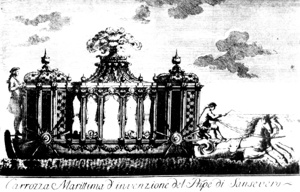
La carrozza marittima mentre solca le onde del golfo di Napoli; incisione del 1789 di Francesco Celebrano

In ogni caso, gli ultimi quindici anni di vita di Raimondo furono segnati dalle pesanti difficoltà economiche, che per fortuna non compromisero il completamento della Cappella, e dai contrasti che sorsero con la Corte in seguito alla partenza di Carlo di Borbone (1759); questi dissapori vennero inaspriti essendosi il Principe inviso l'influente ministro Bernardo Tanucci, memore delle vicende massoniche e fiero detrattore dell'eterodossia intellettuale e dell'orgoglio aristocratico che lo caratterizzavano.
L'ultima sua uscita pubblica avvenne infine nel luglio 1770, quando un'elegante «carrozza marittima» solcò i flutti del golfo di Napoli, apparentemente trainata da cavalli ma in realtà mossa da un ingegnoso sistema di pale a foggia di ruote. Da lì a poco, infatti, Raimondo esaurì le proprie energie creative, per poi spegnersi il 22 marzo 1771 nel proprio palazzo di Napoli, a causa di una malattia dovuta alle sue «chimiche preparazioni».

## Sperimentazioni

### Archibugio e cannone leggero
Raimondo fu un uomo assai versato nell'arte militare, tanto che ideò e produsse numerosi pezzi d'artiglieria. Nel 1739, per esempio, concepì un archibugio in grado di sparare - a discrezione dell'utilizzatore - sia a polvere che ad aria compressa, facendo uso «di una sola canna, di un solo cane, di una sola martellina, e con un solo fucone», usando le parole dell'Origlia.
Il suo interesse in materia portò il Principe ad ideare anche un ingegnoso cannone che, rispetto ad esemplari simili, pesava centonovanta libbre in meno e aveva una gittata sensibilmente superiore: la sua leggerezza era tale che un soldato poteva trasportarne due allo stesso tempo. Raimondo poté raggiungere questi risultati impiegando una speciale lega: della formula di «fortissimo particolar componimento di materia dall'Autor pensata», tuttavia, non si fa menzione da alcuna parte.

### Carrozza marittima
Nelle domeniche del luglio 1770, Raimondo suscitò lo stupore dei suoi concittadini solcando le acque tra Posillipo e il Ponte della Maddalena con un'elegante carrozza marittima, con tanto di cocchiere e cavalli. L'evento dovette apparire prodigioso ai napoletani; ciò malgrado, Pietro d’Onofrj - nell'Elogio estemporaneo di Carlo di Borbone (1789) - chiarisce che i cavalli erano in realtà composti di sughero, e che la trazione della carrozza era garantita da un sistema di pale a foggia di ruote ideato dallo stesso Principe.
Le parole della Gazzetta di Napoli del 24 luglio 1770 rendono ottimamente la sorpresa destata da queste «passeggiate marittime»:

### Farmaci
Raimondo dedicò molte ore del suo studio per produrre farmaci per di operare diverse guarigioni, in grado di «richiamare a vita novella i già vicini a trapassare, che volgarmente dicesi risuscitare i defunti», come ne parla l'Apologetica. Diverse furono le guarigioni operate da Raimondo. Luigi Sanseverino (principe di Bisignano), nel 1747, fu salvato da una morte che neanche i «più valenti Professori» riuscirono ad impedire: «imprese per tanto l'Autore co' suoi segreti l'opera, che già disperata, non che difficile dicevasi, e nel corso di poche settimane non solamente vinse e domò la ferocia del male, ma sano perfettamente il rendé, liberandolo sin da qualche incomodo, che per l'innanzi abitualmente sofferto avea». Anche Filippo Garlini, allora residente a Roma, venne salvato dai rimedi medici di Raimondo, che fu chiamato addirittura dal ministro Tanucci, che - malgrado lo disprezzasse - dovette raccontare nel 1752 al duca di Miranda di come, afflitto di una «febbre maligna», si avvalse dell'aiuto del Principe, «celebrato per [aver] risuscitato Bisignano».

### Gemme artificiali e vetro colorato
Il Principe nel proprio palazzo disponeva - stando all'Origlia - di «una fornace a foggia di quella de' vetrai» e di «un lavoratorio chimico con ogni sorta di fornelli», sicché poté dedicarsi alla produzione di gemme artificiali, ideando pure uno speciale metodo per colorare il vetro. Trovò il metodo di imitare le vere pietre preziose, dalle quali le sue gemme non potevano «per niun verso distinguersi»: frutto di questa sua sperimentazione furono «pietre dure, come il diaspro verde sanguigno, l'agata di più maniere, il lapislazuli […] egli ebbe il piacere di contraffare pur delle pietre preziose di ogni sorta» che egli contraffece in gran numero. La Breve Nota (1767) menziona pure «alcune gioie, le quali per natura sono pallide e scariche di colore» che Raimondo trattò in modo da accentuarne la luminosità e la brillantezza (tanto da conferire alle ametiste il «più alto e bel colore, che mai possa desiderarsi nelle ametiste».
Fu un pioniere nella produzione del blu oltremare a partire dai lapislazzuli.
Notevole furono anche i risultati che il Principe raggiunse nella colorazione del vetro. Tra coloro che ebbero l'opportunità di ammirare questi vetri colorati vi fu sicuramente lo scienziato francese de Lalande, che nel suo diario di viaggio annotò:

### Invenzioni pirotecniche
Raimondo si dedicò con passione alla pirotecnica sin dagli anni della formazione gesuitica a Roma. L'interesse del Principe verso questa disciplina, che intendeva approfondire in un trattato purtroppo mai dato alle stampe, si esplicitò con la produzione di numerosi teatri pirotecnici, dove l'esplosione dei fuochi dava vita a molteplici figure, quali templi, giochi d'acqua, vedute architettoniche, capanne. Questi fuochi d'artificio si distinguevano anche per la loro gamma cromatica, che comprendeva «il torchino, il giallo a color di cedro, il giallo a color d'arancio, il bianco inclinante al color del latte, il rosso a color di rubino», come ci attesta l'Origlia. Raimondo riuscì anche a riprodurre diverse tonalità del verde (verde mare, verde smeraldo, verde prato), del quale fu «primo inventore sino dal 1739», anticipando pertanto di quattro anni il conte Rutowsky di Dresda, che pure è ricordato come l'inventore del fuoco verde.
La Lettera Apologetica racconta che:

### Lume perpetuo
È la raccolta di lettere che Raimondo indirizzò al fisico Jean-Antoine Nollet a darci notizia del lume perpetuo, inventato dal Principe stesso nel novembre del 1752. Mentre era «applicato ad una operazione chimica», infatti, scoprì per caso una sostanza che, una volta accesasi, eccitava una fiamma in grado di bruciare ininterrottamente per tre mesi di seguito, senza soffrire il minimo scemamento. Il riserbo del principe di Sansevero sulla natura del combustibile fu assoluto: possiamo comunque dedurre che tale sostanza fosse in parte ricavata da ossa di cranio umano, «le ossa dell'animale più nobile, che sia nella terra» come egli stesso ebbe a definire.
Fortissima è la valenza simbolica di questo lume, che - come altre invenzioni disangriane - pare rinvii all'esoterismo. Questa pregnanza era tale che il Principe voleva illuminare il Cristo velato con due di queste lampade eterne, poste alla testa e ai piedi della statua, una volta che questa fosse stata collocata all'interno della Cavea sotterranea; il progetto, tuttavia, non venne mai portato a termine, e del lume perpetuo si perse ogni notizia.
(Raimondo di Sangro)

### Macchina idraulica
All'idrostatica Raimondo si appassionò sin dalla giovinezza, con un interesse che non si limitava al solo piano teorico: nel 1739, infatti, concepì una macchina idraulica che «con l'azione di due soli ordigni, simiglianti a due trombe» sospingeva «senza l'opera d'animale alcuno» l'acqua «a qualunque altezza». Se l'opera fosse stata divulgata, la società civile del tempo ne avrebbe tratto numerosi benefici, come ci spiega lo stesso inventore: 

### Palco pieghevole
Si tratta di un palco formato «[da] argani, e [da] ruote dagli spettatori non vedute» in grado di ritirarsi «con l'aiuto di poche corde [...] in pochi istanti». L'opera, che fu realizzata nel 1729 quando Raimondo era ancora convittore nel Collegio gesuitico a Roma, gli valse le lodi di Nicola Michetti, già al servizio dello zar Pietro il Grande, che preferì il congegno ideato dal Principe rispetto agli altri.
Più tardi, Raimondo avrebbe attribuito la paternità del meccanismo ad Archimede, che gli sarebbe apparso in una visione onirica («[il palco] era stato proposto in sogno da un venerando vecchio annunziatosi ad esso per Archimede»), anche se è più probabile che egli abbia semplicemente voluto riconoscere nella figura dello scienziato siracusano il proprio genio tutelare.

### Palingenesi
Nelle sue sperimentazioni, Raimondo si cimentò anche in un'antica scienza sacra, la palingenesi, riuscendo a ricostituire (secondo alcune fonti coeve) diversi corpi naturali dalle proprie ceneri, con modalità che si era ben guardato dallo specificare. Un testimone di queste rigenerazioni fu lo stesso Giangiuseppe Origlia, che raccontò:
Anche de Lalande, amico del Principe, assistette a una «palingenesi naturale di vegetali e animali, specialmente con cenere di finocchio, che, secondo lui, riproduceva la pianta»: come già accennato, Raimondo custodì questo segreto col massimo riserbo, tanto che la Breve nota di quel che si vede in casa del Principe di Sansevero sottolinea che per presenziare alle «belle sperienze fatte altresì per rispetto alla palingenesia» è necessaria «della confidenza col medesimo».

### Riproduzione del miracolo di San Gennaro
La curiosità di Raimondo lo portò a verificare l'attendibilità del miracolo del sangue di San Gennaro, attestato per la prima volta nel 1389. Chiedendosi in quali circostanze una sostanza potesse liquefarsi e poi nuovamente coagularsi, riprodusse il miracolo in laboratorio, componendo «una certa materia simile al sangue di San Gennaro» (come attesta il nunzio apostolico Lucio Gualtieri in una lettera del 18 maggio 1751).
L'esperimento - che fu fonte di ulteriori attriti tra il Principe e la Chiesa, già risentita in seguito alla pubblicazione della Lettera Apologetica - è descritto molto vividamente dal contemporaneo de Lalande:

### Stampa a più colori
Altro merito di Raimondo fu quello di ideare «un nuovo modo d'imprimere a una sola tirata di torchio, e a un medesimo tempo, qualsivoglia figura sì d'uomini, come di fiori, e d'ogni altra cosa variamente colorita». Quella di stampare simultaneamente in policromia, in effetti, era una tecnica pressoché sconosciuta all'epoca.
È ancora de Lalande ad attestarci l'efficacia di questo metodo:
«Il monumento della nuova sorprendente invenzione» - come affermò Lorenzo Giustiniani - fu proprio la Lettera Apologetica; il frontespizio, infatti, era stato stampato con un'unica pressione di torchio e presentava ben quattro colori, con i caratteri in nero, rosso, arancione e verde.

## Opere letterarie e scientifiche

### Lettera Apologetica
La Lettera Apologetica dell'Esercitato Accademico della Crusca contenente la Difesa del libro intitolato Lettere d'una Peruana per rispetto alla supposizione de' Quipu scritta alla Duchessa di S**** e dalla medesima fatta pubblicare è la principale opera letteraria di Raimondo di Sangro, che la fece stampare agli inizi del 1751 (nonostante il frontespizio rechi la data dell'anno precedente).
La Lettera Apologetica mira a convincere una duchessa amica del Principe del potenziale di un sistema comunicativo in uso nel Perù precolombiano, i quipu: si tratta di un sistema di notazione basato sull'utilizzo di i nodi fatti con cordicelle variamente colorate, già promossi da Françoise de Graffigny nel suo romanzo epistolare Lettres d'une péruvienne (1747). Ma se i quipu costituivano per le antiche civiltà peruviane un modo per registrare calcoli o avvenimenti, Raimondo se ne serve per dissertare su questioni considerate spinose, quali l'esegesi della Genesi, la necessità del libero pensiero, il rapporto tra storia sacra e profana, il panteismo. L'opera, che molti vollero fitta di rimandi alla Massoneria, alla tradizione cabalistica e messaggi esoterici 
veicolati con un «maligno gergo», fu decisiva nel collocare Raimondo di Sangro nel filone della cultura europea antitradizionale, radicata negli scritti di Bayle, d'Argens, Swift, Pope, e Voltaire.

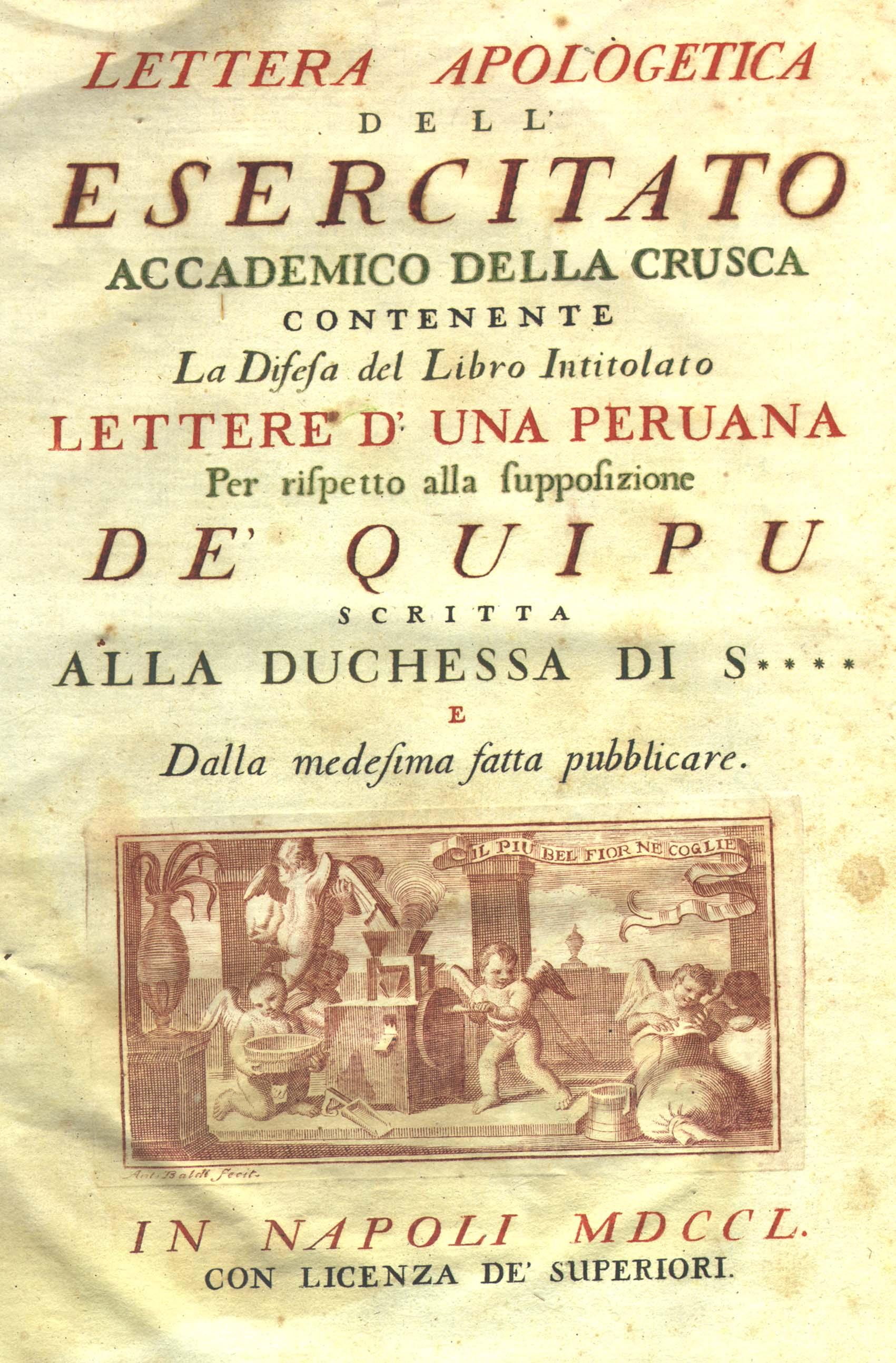
Frontespizio della Lettera Apologetica

La Lettera Apologetica, nonostante il suo chiaro intento polemico nei confronti del magistero della Chiesa, coglie comunque l'opportunità di coprire l'argomento dei quipu nella sua interezza, dando adeguato spazio anche ad una ricostruzione semantica del sistema comunicativo. L'opera è suddivisa in tre tavole: nella prima è presente un'elaborazione grafica delle «parole madri» della lingua incaica, ovvero termini quali Dio, Notte, Acqua, Sole e altri; nella seconda tavola vi è un'antica filastrocca peruviana tradotta in quipu; la terza, infine, propone addirittura un sistema per trascrivere in quipu i caratteri latini. Notevole è anche la veste tipografica della Lettera Apologetica, il cui frontespizio presenta quattro colori e venne stampato con un solo torchio, grazie all'utilizzo di una tecnica direttamente ideata dal Principe, che così ebbe l'opportunità di mostrare pubblicamente la sua «nuova sorprendente invenzione», per usare le parole di Lorenzo Giustiniani.
Nonostante il pregio della stampa, l'opera suscitò diffusi malumori negli ambienti ecclesiastici, tanto da esser inserita il 29 febbraio 1752 nell'Indice dei libri proibiti, in quanto affetta da «atra peste»; il Principe prontamente indirizzò alla Santa Sede una Supplica per giustificare i contenuti dell'Apologetica, ma non bastò neanche questo per farla depennare dall'elenco dei prohibiti.

### Altre opere
La prima opera scritta da Raimondo di Sangro fu la Pratica più agevole e più utile di Esercizj Militari per l'Infanteria, stampata dal tipografo Giovanni di Simone e dedicata a Carlo di Borbone. Frutto dell'esperienza maturata nella battaglia di Velletri, l'opera gli valse le lodi da parte di Luigi XV di Francia, del Maresciallo di Sassonia e di Federico II; tutte le truppe spagnole, inoltre, fecero propri gli esercizi prescritti dal Principe.
L'inserimento dell'Apologetica (della quale se n'è già parlato) nell'Indice dei libri proibiti, inoltre, gli ispirò nel 1753 la Supplica umiliata alla Santità di Benedetto XIV, con la quale cercò di convincere il Pontefice - anche con le armi della dialettica - che i principi espressi nell'opera fossero scritti esclusivamente con l'«innocente gergo» dell'ironia, ripudiando la tesi secondo cui tra le righe dell'opera fosse stato utilizzato un «maligno gergo» per propagandare messaggi esoterici. Dello stesso anno è la Lettres écrites à Mons.r l'Abbé Nollet de l'Académie des Sciences à Paris, contenant la rélation d'une découverte qu'il a faite par le moyen de quelques expériences chimiques et l'explication phisique de ses circonstances. Si tratta di una raccolta di lettere indirizzate a Jean-Antoine Nollet nella quale Raimondo diede a tutti un saggio della «meravigliosa scoperta» del lume perpetuo; il testo, pur rimanendo denso di rimandi all'esoterismo, comunque evoca un metodo squisitamente scientifico, menzionando al contempo i fisici e gli scienziati più autorevoli del tempo.
L'ultima opera di Raimondo è la Dissertation sur une lampe antique trouvée à Munich en l'année 1753, pubblicata nel 1756. In quest'opera, sempre indirizzata all'amico Nollet, il Principe ritorna sul tema della fiamma perpetua, con il pretesto del rinvenimento d'una presunta «lampada meravigliosa» a Monaco di Baviera (che, comunque, si scoprirà non essere «perpetua» come il lume di Raimondo). La Dissertation, in effetti, fu seguita da un impressionante e definitivo silenzio letterario, dovuto al «gran desiderio» di «mantenere il silenzio» dinanzi al pericolo delle censure. L'Origlia, in ogni caso, ci tramanda che Raimondo scrisse pur senza pubblicarle un cospicuo numero di opere, rimaste inedite proprio a causa della loro pericolosità: di quest'ultime, si possono citare una Serie di lettere indirizzate ad un libero pensatore sulla morale degli atei, i Dialoghi critici intorno alla vita di Maometto e la Dissertazione sulla vera cagione producitrice della luce.

## Raimondo mecenate
L'intensa attività come cultore dell'arte, e i cantieri del palazzo di Sangro e della Cappella Sansevero, permisero a Raimondo di entrare in contatto con i maggiori artisti del tempo: architetti, ingegneri, pittori, scultori, stuccatori, falegnami, fonditori e perfino «cariglionieri» lavorarono per il Principe, che si dimostrò essere un mecenate sì munifico, ma comunque molto esigente.
Raimondo protesse Antonio Corradini, primo esecutore del progetto iconografico della Cappella, già celebre per esser stato al servizio dell'imperatore Carlo VI. Al Corradini, morto nel 1752, successe il genovese Francesco Queirolo, attivo a Roma e noto per il suo virtuosismo tecnico; tra il Quierolo e il Principe, tuttavia, sorse un'aspra disputa, che fu causa di rottura tra i due. Fu Francesco Celebrano, negli ultimi anni di vita di Raimondo, ad eseguire e a sovrintendere al progetto iconografico del tempo disangriano.
Oltre agli artisti succitati, il patronato artistico promosso dal Principe coinvolse anche Giuseppe Sanmartino, lo scultore napoletano che eseguì il Cristo velato e alcuni stucchi nell'androne del palazzo di Sangro, e il sorrentino Paolo Persico, che memore dell'esperienza maturata nel cantiere della Cappella fu chiamato dai Borbone per adornare con le sue sculture la costruenda reggia di Caserta. Alle dipendenze del Principe vi fu anche Francesco Maria Russo: si hanno scarsissimi dati sulla sua vita, né la sua opera è stata sufficientemente studiata, ma sappiamo che oltre che nella Cappella, della quale affrescò la volta, lavorò anche nell'antisagrestia della Cappella del Tesoro di San Gennaro.

## Mito

### Storia, arte e letteratura
Già quand'era ancora in vita, il Principe fu celebrato quale grande inventore e euretès delle tecniche e delle arti. Fu lo stesso Raimondo ad alimentare questo mito che sorse intorno alla sua figura, dando notizia nella Lettera Apologetica dei «producimenti del suo maraviglioso ingegno» e delle sue invenzioni, senza però rivelarne esaurientemente il segreto, così da suscitare ammirazione e curiosità e nei suoi contemporanei. E in effetti così avvenne, tanto che i censori della Congregazione dell'Indice dei libri proibiti - malgrado la loro indegna opera oscurantista - non poterono non ammirare «un ingegno singolare, meraviglioso, si direbbe prodigioso» in Raimondo.
Il primo cultore della memoria disangriana, all'indomani della sua morte, fu Giangiuseppe Origlia che ne scrisse la prima biografia, dove osannò il Principe quale «un di quei eroi, che la natura di tanto in tanto si compiace di produrre per far pompa di sua grandezza». L'amico Antonio Genovesi riconobbe che si trattava di un «uomo fatto a tutte le cose grandi e meravigliose», giudizio che ricorda quello che Raimondo si autoassegnò sulla sua lapide sepolcrale, secondo cui egli era un «uomo meraviglioso predisposto a tutte le cose che osava intraprendere [...] celebre indagatore dei più reconditi misteri della Natura». Significativi furono anche il capitoletto che Giuseppe Maria Galanti (discepolo del Genovesi) scrisse in suo onore sulla sua Breve descrizione di Napoli, dove acclamò «la grandezza del suo genio», e il sonetto che Carlantonio de Rosa di Villarosa gli dedicò nei suoi Ritratti poetici.
Dopo il contributo poetico di Carlantonio de Rosa, la parabola disangriana scemò progressivamente nel corso dei decenni; fu solo sul finire dell'Ottocento che il culto di Raimondo si ravvivò grazie al contributo di Salvatore Di Giacomo, Luigi Capuana e Benedetto Croce, che lo decretarono quale uomo dal fervido ingegno. Con la nascita della cultura di massa e lo sviluppo dei mezzi di comunicazione, il rinnovato interesse verso il Principe iniziò a diffondersi anche al di fuori degli ambienti più strettamente letterari, approdando nel cinema, nell'arte e nella fumettistica: un episodio del fumetto Martin Mystère prende ispirazione al mito disangriano, così come un'opera di Lello Esposito e un film d'animazione, Il Piccolo Sansereno, il mistero dell'Uovo di Virgilio, che pure attinge dalla parabola biografica di Raimondo.

### Leggende popolari
Al di là del «mito colto», numerosissime leggende popolari sono sorte attorno alla misteriosa figura del principe di Sansevero, contribuendone a conservare il ricordo - distorto, ma saldo - e a renderlo inossidabile. La genesi di questi racconti si deve alla fervida fantasia del popolo napoletano, eccitato dai sinistri bagliori e dalle esalazioni provenienti dal laboratorio del Principe, e dalle invenzioni che ne uscivano. Salvatore Di Giacomo ci lascia una descrizione assai vivida dell'atmosfera che si respirava nei vicoli immediatamente circostanti il palazzo di Raimondo:

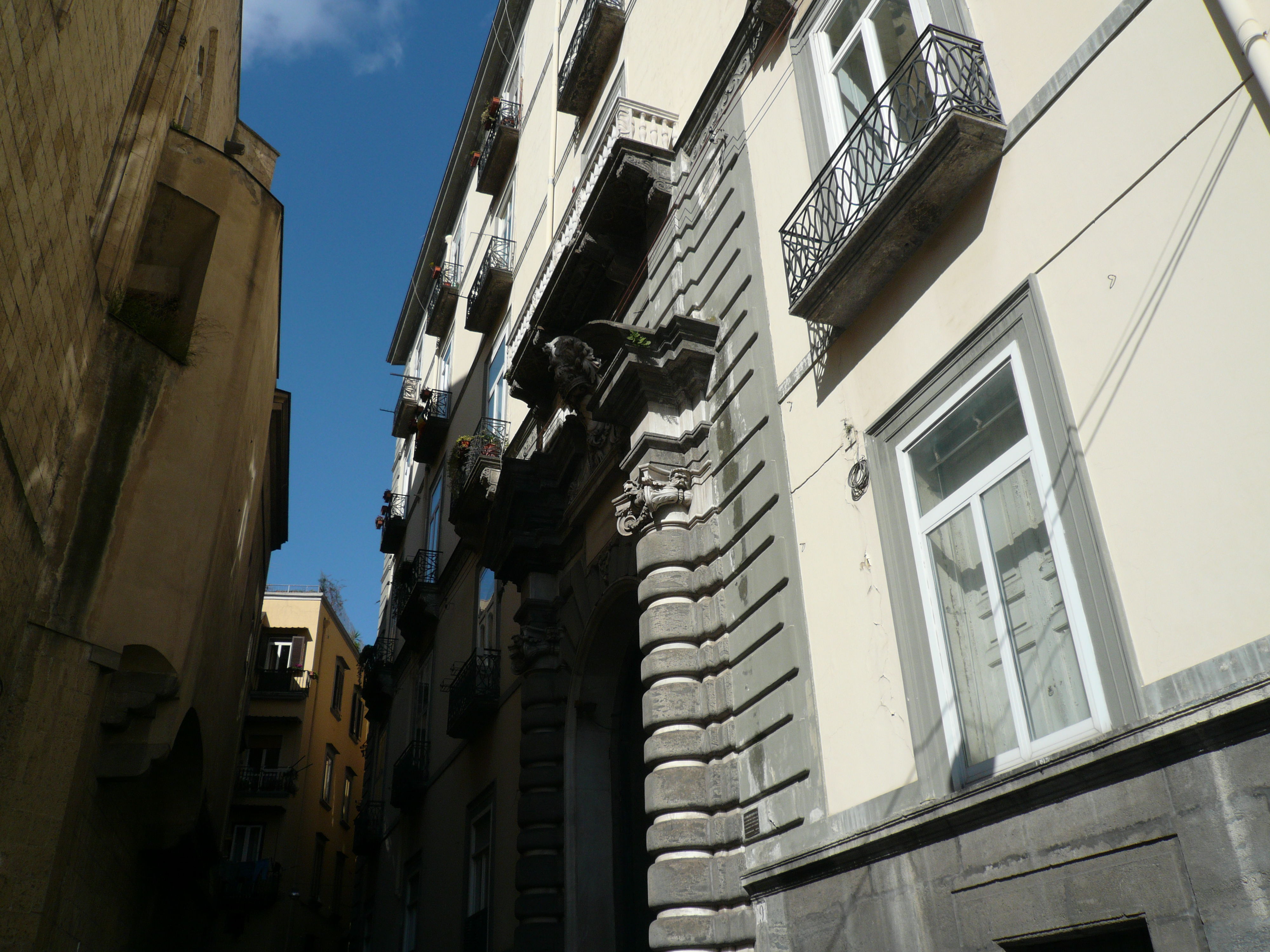
Sulla figura di Raimondo, oltre al «mito colto», si sviluppò una cospicua mole di leggende popolari, che pure contribuirono a mantenerne vivo il ricordo. Nella foto, la facciata del palazzo di Sangro

La fama di cui godeva il temuto Raimondo ci viene confermata da Benedetto Croce:
La cosiddetta «leggenda nera» tuttavia non si esaurisce qui, comprendendo altri presunti prodigi e nefandezze che il Principe avrebbe compiuto. Si narra - con riferimento alle Macchine anatomiche - che «fece uccidere due suoi servi» per «imbalsamarne stranamente i corpi»; analogamente, pare che abbia ucciso «sette cardinali e con le loro ossa costruì sette seggiole, mentre la pelle, opportunamente conciata, ricoprì i sedili»; accecò Giuseppe Sanmartino, autore del Cristo velato, per far sì che egli «non eseguisse mai per altri così straordinaria scultura»; «entrava in mare con la sua carrozza e i suoi cavalli [...] senza bagnare le ruote» e «riduceva in polvere marmi e metalli». La più nota delle leggende, tuttavia, riguarda la trasparenza del sudario che avvolge il Cristo velato, che molti vogliono essere il risultato di un espediente alchemico in grado di «marmorizzare» i tessuti; in realtà, il velo è «realizzato dallo stesso blocco della statua» e pertanto frutto esclusivamente dello scalpello del Sanmartino.
Un'ultima misteriosa leggenda aleggia sulla figura del Principe, nello specifico sulle circostanze della sua morte. È ancora Croce a ricordarla: